# Java Hill
Der Java Hill (Twi: Yafer Kokoado) ist ein Hügel im Stadtgebiet von Elmina im westafrikanischen Ghana. Der Hügel liegt auf der nördlichen der beiden Halbinseln, auf denen sich das heutige Elmina erstreckt. Wie die übrigen Hügel der Stadt ist auch der Java Hill von großen Erosions-Problemen betroffen. Ursachen hierfür ist die nahezu komplette Entwaldung dieses und anderer Hügel sowie die Entnahme von Lehm zum Bau von Öfen für die Fischräucherei. Die Erosion führt dazu, dass nach starken Regenfällen sogar Hausfundamente unterspült werden.
Die ehemaligen Kolonialherren Elminas, die Niederländer, nannten den Hügel Cattoenbergh, also Baumwollhügel. Seinen heutigen Namen erhielt der Hügel erst im 19. Jahrhundert als sich teils aus Elmina, teils aus anderen Orten des heutigen Ghana stammende Soldaten der niederländischen Kolonialarmee, die sogenannten Belanda Hitam oder „Schwarzen Holländer“, hier niederließen. Diese ehemaligen Soldaten waren überwiegend in Niederländisch-Indien, dem heutigen Indonesien, eingesetzt worden. Die wichtigste Insel Niederländisch Ostindiens, Java, wurde so zur Namensgeberin des Hügels in Elmina. Im 19. Jahrhundert errichteten die Niederländer hier noch eine kleine Schanze, die später Fort Java genannt wurde. Heute finden sich hier keine Reste der Festung mehr, wohl aber noch das Elmina Java Museum, das sich mit den „Schwarzen Holländern“ beschäftigt.